# Szymon Wojciechowski
Szymon Wojciechowski (ur. 1959) – polski architekt, absolwent Wydziału Architektury Politechniki Warszawskiej oraz University of Detroit Mercy (USA), członek Mazowieckiej Okręgowej Izby Architektów RP oraz SARP. Od 1982 r. związany z pracownią APA Wojciechowski Architekci, w której pełni rolę Prezesa Zarządu, współwłaściciela.

## Działalność
Szymon Wojciechowski jest autorem lub współautorem wielu projektów z zakresu użyteczności publicznej, urbanistyki, budownictwa przemysłowego i wnętrz. Jest autorem między innymi projektu architektonicznego osiedla Riverview w Gdańsku (Nominacja do Nagrody Unii Europejskiej w konkursie architektury współczesnej im. Miesa van der Rohego, Najlepsza Gdańska Realizacja Architektoniczna w latach 2018-2019, Brick Award 2021) oraz Elektrowni Powiśle w Warszawie (Nominacja do Nagrody Unii Europejskiej w konkursie architektury współczesnej im Miesa van der Rohego, Nagroda Architektoniczna Prezydenta Miasta Warszawy (VII edycja), MIPIM Award 2021, Nominacja do Nagrody Roku SARP 2021, a także wieżowca Skyliner w Warszawie. 
Prelegent podczas licznych wydarzeń architektonicznych i nieruchomościowych, między innymi: 4DesignDays, Weekend Architektury w Gdyni, East Design Days, Gdańskie Debaty Miejskie, European ESG Propertyforum, Zak World of Facades, Konferencja Konserwatorsko-Architektoniczna, Design Forum Warsaw Home & Contract. W 2021 roku wygłosił prelekcję w Pawilonie Miesa van der Rohe w Barcelonie, podczas której przedstawił projekty Elektrownia Powiśle oraz Riverview.
Uczestniczy w działalności edukacyjnej: mentor w Programie Mentoringowym Wydziału Architektury Politechniki Warszawskiej, Pogotowie Portfolio, prelegent podczas Światowego Dnia Inżyniera Dla Zrównoważonego Rozwoju na Politechnice Białostockiej oraz Dni Młodego Inżyniera i Architekta na Politechnice Łódzkiej.
Członek jury konkursów architektonicznych i nieruchomościowych, między innymi: Konkurs architektoniczny na punkt widokowy przy Nowej Siedzibie Muzeum Sztuki Nowoczesnej w Warszawie, PLGBC Green Building Awards, konkurs Geberit Projekt Łazienki, Dyplom z Archicadem, Poland Urban Awards, CIJ Awards, Eurobuild Awards. Członek Gdańskiej Rady Architektury.
Zięć architekta Zbigniewa Pawelskiego.

## Ważniejsze realizacje
- Multikino Ursynów (1999)[43]
- Hotel Marina Diana w Białobrzegach (2002)[44]
- Saski Crescent w Warszawie (2003)[45]
- Grzybowska Park w Warszawie (2008)[46]
- Galeria Jurajska w Częstochowie (2009)
- Galeria Malta w Poznaniu (2009)
- Park Postępu w Warszawie (2009)[47]
- The Park Warsaw w Warszawie (2011)[48]
- White Square Office Center i White Gardens Office Center w Moskwie (2009-2013)[49][50]
- Kompleks Alchemia w Gdańsku (2011–2019)
- Port Praski w Warszawie (master plan) (2016)
- Latarnia i Port w Porcie Praskim w Warszawie (2016)[51]
- Budynek przy ulicy Kamionkowskiej 32 w Warszawie (2018)[52]
- Business Garden Wrocław we Wrocławiu (2016-2019)[53]
- UNIT.City (master plan i wybrane budynki) w Kijowie (2016–2022)[54]
- Lviv.Tech.City (master plan i wybrane budynki) we Lwowie (2017–2022)
- Galeria Północna w Warszawie (2017)
- Elektrownia Powiśle w Warszawie (2020)[55]
- Port II w Porcie Praskim w Warszawie (2020)[56]
- Riverview w Gdańsku (2020)[57]
- Centrum Południe we Wrocławiu (2020)
- Skyliner w Warszawie (2021)[58]
- Kielecka 2 (K2) w Gdyni (2022)[59]
- The Park Kraków w Krakowie (2022)[60]
- Hotel Barceló Warsaw Powiśle w Warszawie (2023)[61]

## Nagrody indywidualne
- Architect of the Year - Commercial Real Estate Moscow Awards (2010)[62][63]
- I miejsce w Konkursie „Profesjonaliści Forbesa 2012 – Zawody Zaufania Publicznego w kategorii Architekt w województwie mazowieckim (2012)[64]
- Polski Herkules - Builder Awards (2017)[65]
- Leadership of The Year - CIJ Awards (2019 i 2021)[66]
- Osobowość Branży 2021 - TOP Builder (2021)[67][68]
- Brązowa Odznaka SARP (2023)[69]

## Publikacje
- Osiedle Riverview, zaprojektowane przez Szymona Wojciechowskiego, zostało zaprezentowane na łamach miesięcznika Architektura Murator i opatrzone komentarzem Moniki Arczyńskiej (Time SA, nr. 09/2020, ISSN 1232-6372)[70].
- Projekt Elektrownia Powiśle autorstwa Szymona Wojciechowskiego został zaprezentowany na łamach miesięcznika Architektura Murator i opatrzony komentarzem Jerzego S. Majewskiego oraz Krzysztofa Mycielskiego (Time SA, nr. 10/2020, ISSN 1232-6372)[71]. Został również przedstawiony w Ilustrowanym atlasie architektury Powiśla (Fundacja Centrum Architektury, 2020, wyd. 2, ISBN 978-83-957282-6-6)[72].
- Projekt Skyliner został zaprezentowany na łamach miesięcznika Architektura Murator i opatrzony komentarzem Łukasza Pancewicza oraz Grzegorza Stiasnego (Time SA, nr. 05/2021, ISSN 1232-6372)[73].
- Projekty Szymona Wojciechowskiego w Porcie Praskim (Warszawa) zostały zaprezentowane na łamach miesięcznika Architektura Murator i opatrzone komentarzami Pawła Detko oraz Łukasza Pancewicza (Time SA, nr. 07/2022, ISSN 1232-6372)[74].
- Projekt Multikina Ursynów autorstwa Szymona Wojciechowskiego został zaprezentowany w książce Jakby Luksusowo. Przewodnik po architekturze Warszawy lat 90 (Narodowy Instytut Architektury i Ubranistyki, 2021, ISBN 978-83-960286-8-6, autor: Aleksandra Stępień-Dąbrowska) nominowanej do Nagrody Architektonicznej Prezydenta m.st. Warszawy 2022, wśród 94 wyselekcjonowanych i opisanych obiektów w Warszawie, które najpełniej ukazują styl architektoniczny, trendy i różnorodność architektoniczną tego okresu w stolicy[75][76][77]. Został także wybrany przez Martę Leśniakowską do katalogu 230 budynków (z ogólnej liczby 450) w Warszawie z okresu 1989–2001, które najlepiej oddają jego styl architektoniczny lub są cenne z punktu widzenia artystycznego i architektonicznego[78].
- Projekt osiedla Riverview w Gdańsku autorstwa Szymona Wojciechowskiego został zaprezentowany w książce Archiprzewodnik po Polsce (Wydawnictwo Pascal, Bielsko-Biała, 2022, ISBN 978-83-8103-842-3, autorzy: Robert Konieczny, Tomasz Malkowski).
- Architektura jako gra o sumie niezerowej - Manifest Szymona Wojciechowskiego - w: Teorie i Manifesty Polskich Architektów - (Wydawnictwo Grupa Sztuka Architektury, 2023, ISBN 978-83-938729-2-3, red. Krzysztof Sołoducha)[79][80].